# Enicospilus karrensis
Enicospilus karrensis là một loài tò vò trong họ Ichneumonidae.